# Барратт, Бронте
Бронте Барратт (англ. Bronte Barratt; род. 8 февраля 1989 года, Брисбен, Квинсленд) — австралийская пловчиха. Специализируется в плавании вольным стилем на средних дистанции (200 и 400 метров).

## Карьера
На чемпионате мира 2006 года в Шанхае она выиграла золотую медаль в женской эстафете 4×200 м вольным стилем и серебряную медаль в индивидуальном беге на 400 м вольным стилем.
Дебютировала в составе сборной страны на летних Олимпийских играх 2008 года в Пекине в эстафете 4×200 метров вольным стилем и закончила седьмой дважды в 200 метров и 400 метров.
Барратт завоевала бронзовую медаль в беге на 200 метров вольным стилем среди женщин на Летних Олимпийских играх 2012 года в Лондоне и серебро в эстафете 4×200 м вольным стилем.
Представила Австралию на Чемпионате мира по водным видам спорта 2013 года, где завоевала серебро в эстафете 4×200 метров вольным стилем.
На Играх Содружества 2014 года она была частью австралийской эстафетной команды 4×200 м вольным стилем, которая выиграла золото в новом рекорде Игр, а также выиграла бронзу в индивидуальном беге на дистанциях 200 и 400 м вольным стилем.
Участвовала на Летних Олимпийских играх 2016 года, где в одном заплыве была пятой, а во втором завоевала серебряную медаль.